# 林麗蝉
林 麗蝉（りん れいせん、1977年10月2日 - ）は、カンボジア出身の台湾の政治家。

## 略歴
カンボジアのプノンペンの華人出身。1997年に台湾人との結婚で台湾へ渡り、中部・彰化県で夫や高校生の2人の子供と暮らす。その後は静宜大学社会工作与児童少年福利学系学分班を経て、建国科技大学美容系学士、国立曁南国際大学非営利組織経営管理研究所碩士。2016年1月16日に行われた第九回中華民国立法委員選挙にて中国国民党から出馬し、全国区の比例代表である「不分区」で当選を果たした。